# Katalin Pálinger
Dans le nom hongrois Pálinger Katalin, le nom de famille précède le prénom, mais cet article utilise l’ordre habituel en français Katalin Pálinger, où le prénom précède le nom.
Katalin Pálinger, née le 6 décembre 1978 à Mosonmagyaróvár, est une ancienne handballeuse hongroise, évoluant au poste de gardienne de but.

## Biographie

### Parcours en équipe nationale
Katalin Pálinger a fait ses débuts internationaux le 22 août 1997 contre la Roumanie et a participé à son premier championnat du monde cette même-année, terminant à une décevante neuvième place. Un an plus tard, au championnat d'Europe 1998, la Hongrie réalise une meilleure performance avec une médaille de bronze, suivie d'une médaille d'or lors de l'édition suivante. Au total, Pálinger a pris part à un sept championnats d'Europe (de 1998 à 2010), remportant une médaille de bronze en 2004.
En 2000, avant le titre remporté en décembre au championnat d'Europe, elle a également remporté une médaille d'argent aux Jeux olympiques de Sydney, après avoir perdu en finale contre le Danemark. Alors que les Hongroises menaient de six buts à moins de quinze minutes de la fin du match, elle se sont effondrées laissant les Danoises revenir au score et finalement remporter la médaille d'or avec quatre buts d'avance. Pálinger a participé à deux autres éditions des Jeux olympiques, en terminant cinquième en 2004 et quatrième en 2008.
En outre, elle possède à son palmarès deux médailles aux Championnats du monde en 6 participations entre 1997 et 2007, une médaille d'argent en 2003 et une médaille de bronze en 2005.
Pálinger a annoncé sa retraite du handball international le 11 juin 2011, après la campagne infructueuse de qualification au championnat du monde 2011. Elle a fait sa dernière apparition le 3 juin 2012 contre le Belarus en éliminatoires du Championnat d'Europe.

## Palmarès

### Club
compétitions nationales 
- Championnat de Hongrie (8) : 2001, 2003, 2004 (Dunaferr NK), 2008, 2009, 2010, 2011, 2012 (Győri ETO KC)
- Coupe de Hongrie (7) : 2002, 2004 (Dunaferr NK), 2008, 2009, 2010, 2011, 2012 (Győri ETO KC)
- Championnat de Slovénie (1) : 2007 (RK Krim)
- Coupe de Slovénie (1) : 2007 (RK Krim)

 compétitions internationales 
- finaliste de la Ligue des champions en 2009 et 2012 (Győri ETO KC)
  - demi-finaliste en 2008, 2010, 2011 (Győri ETO KC)
- finaliste de la Coupe de l'EHF (C3) en 1999 (Győri ETO KC) et 2003 (Dunaferr NK)

### Sélection nationale
- 1re sélection le 22 août 1997
- 254e et dernière sélection le 3 juin 2012

Jeux olympiques
- Médaille d'argent aux Jeux olympiques de 2000 de Sydney,  Australie
- 5e place aux Jeux olympiques de 2004 d'Athènes,  Grèce
- 4e place aux Jeux olympiques de 2008 de Pékin,  Chine

Championnats du monde
- Médaille d'argent au Championnat du monde 2003,  Croatie
- Médaille de bronze au Championnat du monde 2005,  Russie

Championnats d'Europe
- Médaille d'or du Championnat d'Europe 2000,  Roumanie
- Médaille de bronze au Championnat d'Europe 1998,  Pays-Bas
- Médaille de bronze au Championnat d'Europe 2004,  Hongrie

### Distinctions personnelles
- Élue meilleure handballeuse de l'année en Hongrie : 2003, 2004, 2010